# La sepolta viva (film 1949)
La sepolta viva è un film drammatico del 1949 diretto da Guido Brignone, basato sull'omonimo romanzo di Francesco Mastriani.

## Trama
1860, in una villa non lontana da Napoli, vivono Eva De Rossi e sua madre, donna Elisa, insieme al malvagio conte Federico, figlio di primo letto del defunto padre di Eva. Sono gli ultimi tempi del regime borbonico: conquistata la Sicilia, Garibaldi si prepara a sbarcare sulla penisola. Federico ha per amante Elena, la governante della villa, e spende e spande per soddisfare i capricci di lei, chiedendo continuamente denari alla matrigna. Federico è un fautore dei Borboni, mentre Eva è una fervente garibaldina. Essa ama, riamata, Giorgio Coppelli, un giovane pittore, nipote del conte Coppelli, amico di sua madre. Quando donna Elisa si rifiuta di dargli più denari, Federico tenta di avvelenarla, e impeditone da Eva, rinchiude la sorellastra nel sotterraneo della villa. Donna Elisa viene uccisa del figliastro e dalla governante. Federico, avendo appreso dal conte Coppelli che la matrigna ha nominato Eva sua erede universale, decide di uccidere anche la sorellastra. Questa tenta di fuggire dalla sua prigionia, ma viene ripresa. La vittoria dei garibaldini pone fine alle losche imprese di Federico, che viene ucciso in duello da Giorgio, divenuto nel frattempo un brillante ufficiale di Garibaldi. Finalmente riuniti, Eva e Giorgio coronano il loro sogno d'amore e si sposano.

## Produzione
Il film è ascrivibile al filone dei melodrammi sentimentali, comunemente detto strappalacrime, molto in voga tra il pubblico italiano negli anni del secondo dopoguerra (1945-1955), poi ribattezzato dalla critica con il termine neorealismo d'appendice.
Venne girato negli studi di Cinecittà nell'autunno del 1948.

## Distribuzione
Il film venne distribuito nelle sale cinematografiche italiane il 23 febbraio del 1949.

## Accoglienza
La pellicola fu il secondo miglior incasso della stagione cinematografica italiana 1948-1949, preceduto solamente dal kolossal epico-religioso di Alessandro Blasetti, Fabiola.